# 歌姫楽団

歌姫楽団（うたひめがくだん）は、女性1名、男性3名で構成される日本のバンド。2000年に結成。

## 概要
下北沢や吉祥寺など、都内を中心にライブ活動を展開している。昭和歌謡を中心にしつつも、シャンソン、ジャズ、ビッグバンド、ロック、ブルースまで、幅広いジャンルの要素を取り入れた、新しくてなぜか懐かしい楽曲が特徴の"ネオ昭和歌謡ロックバンド"である。
2004年より『熱唱オンエアバトル』（NHK）に出場し、2006年にはチャンピオン大会のファイナルまで駒を進めた。
2006年8月、テイチクエンタテインメントより、メジャーデビューした。
2011年11月、解散。

## メンバー
- 樋口舞（ボーカル、1月27日生まれ、神奈川県出身）
- 田口慎二（ギター、2月25日生まれ、青森県出身）
- 縫田隆（ベース、8月2日生まれ、栃木県出身）
- 森秀輝（ドラム、6月3日生まれ、北海道出身）

## 来歴

### 2000年
- 1月、樋口舞が自作曲を演奏するバンドを作るため、自力でメンバーを集める。
- ドラム、ベース、ギター、ピアノ、トランペットの編成で、樋口自ら歌姫を名乗り、歌姫楽団結成。吉祥寺スターパインズカフェにて初ライブ。
- 10月、自主制作による1stアルバム『ROOM148』（現在は完売）をリリース。

### 2001年
- ネット投票を中心としたコンテスト、「MusicFront」にエントリー。ネット投票で一位になり、主催のヤマハからシングルをリリース。

### 2002年
- ストリートデビュー。銀座や溝口の路上で演奏。テレビ朝日『ストリートファイターズ』に取材を受ける。それがきっかけとなり、公開収録ライブに出演し、ピックアップアーティストとなる。

### 2003年
- 3月、初の自主企画イベント「亜細亜号水玉響演」（アジアゴウミズタマレビュー）をスタート。
- 6月、フェンダー協賛のバンド・コンテスト「ONフェス」にて優勝。2ndアルバム『亞細亞の夜』リリース。
- 銀座での路上ライブの模様が、『ストリートファイターズ』で放送される。
- 7月、地方初となるライブを「名古屋Club Rock'n Roll」にて行う。ピアノ・須藤信一郎が脱退。
- 8月、サポートピアニスト・伊藤志宏が参加。
- 10月、「亜細亜号水玉響演」第二回開催。
- 12月、大塚Welcomebackで初のワンマンライブ。二部構成で客席は満席となる。

### 2004年
- 8月、コンピレーションアルバム『MEET☆THE ROCK SHOW』に、「ストロベリー（苺）」で参加。
- 渋谷での路上ライブで、NHK『熱唱オンエアバトル』のスタッフに声をかけられ、出演が決定。
- 全国27局ネットのコミュニティFMラジオ番組『ココアラウンジ』のパーソナリティに樋口が抜擢。
- 「亜細亜号水玉響演」第三回開催。
- 12月、『オンエアバトル』出演、「クラムボンウォータードロップス」がオンエアされる。

### 2005年
- 5月、『オンエアバトル』に出演、「ストロベリー（苺）」がオンエアされる。
- 「亜細亜号水玉響演」第四回開催。
- 8月、富山のフェスティバル「スキヤキ・ミーツ・ザ・ワールド」に出演。
- 9月、トランペット・亀田直宏脱退。
- 10月、『オンエアバトル』に出演、「銀座ミッドナイトアワー」がオンエアされる。
- 11月、「亜細亜号水玉響演」 第五回開催。

### 2006年
- 1月、『オンエアバトル』出演、「五月の憂鬱の中」がオンエアされる。
- 吉祥寺スターパインズカフェにて、二度目のワンマンライブを行う。この日は樋口のバースデイライブでもあった。
- 3月、『オンエアバトル』チャンピオン大会に進出。セミファイナルで「超特急亜細亜号」、ファイナルで「浅草お転婆娘」がオンエアされる。
- 8月23日、メジャーデビューアルバム『彩色千輪菊』をテイチクエンタテインメントよりリリース。
- 吉祥寺スターパインズカフェにて、デビューアルバム発売ワンマンライブ。
- 8月31日、新横浜BELLSにてイベントライブ。
- 9月3日、北とぴあ「音フェス」にゲスト出演。
- 9月16日 - 29日、東京、大阪、神戸、京都、名古屋にて、デビューアルバム「彩色千輪菊」のレコ発ツアーを行う。

### 2007年
- 10月24日、メジャーセカンドアルバム『東京近代少女〜トーキョー・モダン・ガール〜』をリリース。

### 2008年
- 7月、シングル「クラムボンウォータードロップス」を全国発売。
- 12月19日、吉祥寺STAR PINE'S CAFEでGulliver Getとのジョイントライブを開催。

### 2011年
- 8月1日、オフィシャルサイトにて「2011年11月11日 吉祥寺スターパインズカフェでのワンマンライブをもちまして歌姫楽団は解散する事になりました。」と発表。

- 8月7日、浅草KURAWOODにて、ファンの前で解散を発表。

- 11月11日、吉祥寺スターパインズカフェにて、*ワンマンライブ～最終章～「色は匂えど 散りぬるを...」

350名満員御礼にて終了。

## ディスコグラフィー

### アルバム

#### インディーズ
- ROOM148（2000年10月28日発売）※完売

1. 銀座ミッドナイトアワー
2. 二人だけの秘密
3. 夢の中ではサリーの様に
4. マリーさん家に行こうよ
5. クラムボンウォータードロップス
6. 泣かないで
7. 哀のメロディー
8. 透明

- 亞細亞号の夜（2003年6月発売）

1. 超特急亞細亞号
2. 真夜中のメランコリー
3. Sing
4. Sugar
5. 最高の瞬間
6. 五月の憂鬱の中

#### メジャー
- 彩色千輪菊（2006年8月23日発売）

1. 花火風
2. ただそれだけの歌
3. 出来心
4. 浅草お転婆娘
5. 青林檎
6. 危ない土曜日
7. 「あっ」とゆう名の花は散る
8. 透明（ボーナストラック）

- 東京近代少女〜トーキョー・モダン・ガール〜（2007年10月24日発売）

1. トキメキは少年の投げキッス
2. 赤い夕陽が落ちるまで
3. 月夜のメロディ
4. 土曜日の午後
5. 赤いコートの君が笑う
6. 東京ラプソディ
7. 銀座カンカン娘
8. アイタスギテ
9. 男5分5分 女5分5分
10. 透明

### シングル
- 銀座ミッドナイトアワー/Robin or Johnny（2002年発売）
  - インターネットオーディションサイト「MusicFront」の公開審査にて選出され、新たにレコーディングされた2曲。

- クラムボンウォータードロップス（2008年発売）
  - 全国発売は7月。1と2については、新たに録音されたバージョンである。

1. クラムボンウォータードロップス
2. 超特急亞細亞号
3. 空と海の真ん中で　※千葉ロッテマリーンズ“勝手に”応援歌。
4. 空と海の真ん中で（Backing Track）

- 情熱の華 (2009年7月3日発売)
  - 6/14浅草KURAWOODにて先行販売

1. 情熱の華
2. 雨の夜と薔薇
3. 情熱の華（Backing Track）

- 万華鏡 (2010年12月10日発売)

1. 万華鏡
2. 相合傘
3. イケナイ恋の唄
4. イケナイ恋の唄（Backing Track）

### 参加作品
- MEET☆THE ROCK SHOW（2004年8月発売）
  - 「ストロベリー（苺）」で参加。

## 熱唱オンエアバトルの結果
| オンエアの有無                                | 回                                            | 重量（ＫＢ） | 順位   | 曲名                           |
| --------------------------------------------- | --------------------------------------------- | ------------ | ------ | ------------------------------ |
|                                               | 8                                             | 341KB        | 8/10位 | クラムボンウォータードロップス |
| オンエア                                      | 15                                            | 409KB        | 3/10位 | クラムボンウォータードロップス |
| オンエア                                      | 28                                            | 385KB        | 3/10位 | 苺                             |
| オンエア                                      | 45                                            | 393KB        | 4/10位 | 銀座ミッドナイトアワー         |
| オンエア                                      | 52                                            | 357KB        | 4/10位 | 五月の憂鬱の中                 |
| 第2回チャンピオン大会 セミファイナルAブロック | 第2回チャンピオン大会 セミファイナルAブロック | 397KB        | 3/10位 | 超特急亜細亜号                 |
| 第2回チャンピオン大会 ファイナル              | 第2回チャンピオン大会 ファイナル              | 810KB        | 5/10位 | 浅草お転婆娘                   |